# Trenchia wolffi
Trenchia wolffi är en snäckart som beskrevs av Knudsen 1964. Trenchia wolffi ingår i släktet Trenchia och familjen Skeneidae. Inga underarter finns listade i Catalogue of Life.